# Mark Knoll
Mark Knoll (Regina, 26 juli 1976) is een Canadees voormalig schaatser. Hij nam tweemaal deel aan de Olympische Winterspelen, maar won hierbij geen medailles.
In 1998 kwam hij bij de Olympische Winterspelen in Nagano uit op de 5000 m en werd 24e. Vier jaar later moest hij in Salt Lake City genoegen nemen met een 18e plaats op dezelfde afstand.
Op 26 april 2003 trouwde hij in Heerenveen met de Nederlandse topschaatser Tonny de Jong. Samen kregen zij drie kinderen.

## Persoonlijke records
| Afstand      | Tijd     | Datum            | Baan           |
| ------------ | -------- | ---------------- | -------------- |
| 500 meter    | 37,00    | 17 januari 2003  | Calgary        |
| 1000 meter   | 1.11,51  | 6 januari 2001   | Calgary        |
| 1500 meter   | 1.48,46  | 25 januari 2003  | Salt Lake City |
| 3000 meter   | 3.48,65  | 27 oktober 2000  | Calgary        |
| 5000 meter   | 6.30,63  | 9 februari 2002  | Salt Lake City |
| 10.000 meter | 13.47,96 | 21 december 2001 | Calgary        |